# Ludwig Runte
Ludwig Runte (* 19. Februar 1896 in Niedermarsberg; † 18. November 1958 in Rheydt) war ein deutscher Politiker der NSDAP. Während der Zeit des Nationalsozialismus war er zunächst Landrat im Kreis Meschede, danach Regierungspräsident in Arnsberg und zuletzt war er hochrangiger Beamter im Reichsministerium für die besetzten Ostgebiete.

## Leben
Runte hat Rechtswissenschaften und Philosophie studiert und eine Promotion zum Dr. phil. abgelegt. Im Jahr 1922 trat er zunächst als wissenschaftlicher Hilfsarbeiter und Regierungsrat in das preußische Finanzministerium ein. Bereits ein Jahr später wurde er Generaldirektor und Leiter der gräflich Westphalen’schen Gutsverwaltung in Meschede.
Politisch gehörte Runte zunächst dem Jungdeutschen Orden an. Runte wurde 1930 von der Amtsversammlung des Amtes Meschede, der zu diesem Zeitpunkt kein Nationalsozialist angehörte, zum Beigeordneten gewählt. Zum 1. Februar 1932 trat er der NSDAP bei (Mitgliedsnummer 913.257) und war seit diesem Jahr Kreisleiter für den Kreis Meschede. Er schloss sich auch der SA an.
Nach dem Beginn der nationalsozialistischen Herrschaft forderte die örtliche NSDAP unter anderem mit einer Kundgebung vor dem Mescheder Rathaus die Ablösung des Landrates Otto Werra, der der Zentrumspartei angehörte. Der neue Regierungspräsident Max von Stockhausen gab diesem Druck der Partei nach und ernannte Runte zunächst vertretungsweise zum Landrat. Die Amtseinführung demonstrierte die neu gewonnene Macht der Nationalsozialisten. Die definitive Ernennung wurde allerdings nicht mehr vollzogen, denn Runte wechselte im Oktober 1933 als Ministerialdirektor ins preußische Landwirtschaftsministerium. Gleichwohl fällt in seine kurze Amtszeit der Beginn der politischen Verfolgungen im Kreis Meschede.
Nach den Entlassung Stockhausens 1935 kehrte Runte zurück und wurde zum Regierungspräsidenten von Arnsberg ernannt. Diese Position behielt er bis 1941 bei. In der SA stieg er bis 1939 bis zum Oberführer auf.
Im Juni 1941 wurde Runte in einem Rang als Ministerialdirektor ins Reichsministerium für die besetzten Ostgebiete (RMfdbO) berufen, das insbesondere für die „Zivilverwaltung“ des Reichskommissariats Ostland und des Reichskommissariats Ukraine zuständig war. Im RMfdbO war er Leiter der „Hauptabteilung II, Verwaltung“, die aus neun Abteilungen mit über 40 Arbeitsgruppen bestand. Wichtigste Aufgabe dieser Abteilung war die verwaltungsjuristische Umsetzung der von Georg Leibbrandt und dessen Hauptabteilung Politik gesetzten politischen Vorgaben. Da sein Vorgesetzter, Alfred Meyer, offenbar überfordert war, spielte Runte eine weitaus größere Rolle, als ihm eigentlich zustand. So war er auch dafür zuständig, das Ostland für die Kriegsernährungswirtschaft auszuplündern. Laut Albert Speer war Runte einer der wichtigsten Mitarbeiter von Alfred Rosenberg.
Ludwig Runte wurde im August 1944, wenige Monate vor Kriegsende, in den Wartestand versetzt. Ab 1949 war er in der Privatwirtschaft beschäftigt.